# Juan Francisco Ferré
Juan Francisco Ferré (Màlaga, 1962) és un escriptor i crític literari espanyol. Va fer estudis de Dret i es va llicenciar en Filologia hispànica. Entre el 2005 i el 2012 va exercir com a professor convidat i investigador a la Universitat de Brown, i hi va impartir classes de narrativa, cinema i literatura espanyola i hispanoamericana.
És col·laborador habitual de revistes especialitzades i publicacions culturals nacionals i internacionals (ArteletrA, Bazar, Letras Libres, The Barcelona Review, Hueso Húmero, Inti, Letra Internacional, Quimera, etc.), on publica relats i també articles i assaigs sobre diferents aspectes de la literatura, el cinema o les arts plàstiques.
És autor de les antologies El Quijote. Instrucciones de uso (2005) i Mutantes (2007, en col·laboració amb Julio Ortega). Ha publicat el llibre d'estudis literaris Mímesis y simulacro. Ensayos sobre la realidad (Del Marqués de Sade a David Foster Wallace), la col·lecció de ficcions Metamorfosis® (2006) i les novel·les La vuelta al mundo (2002), I love you Sade (2003), La fiesta del asno (2005), Providence (2009, finalista del Premi Herralde) i Karnaval (2012; Premi Herralde).